# Empacotamento de círculos

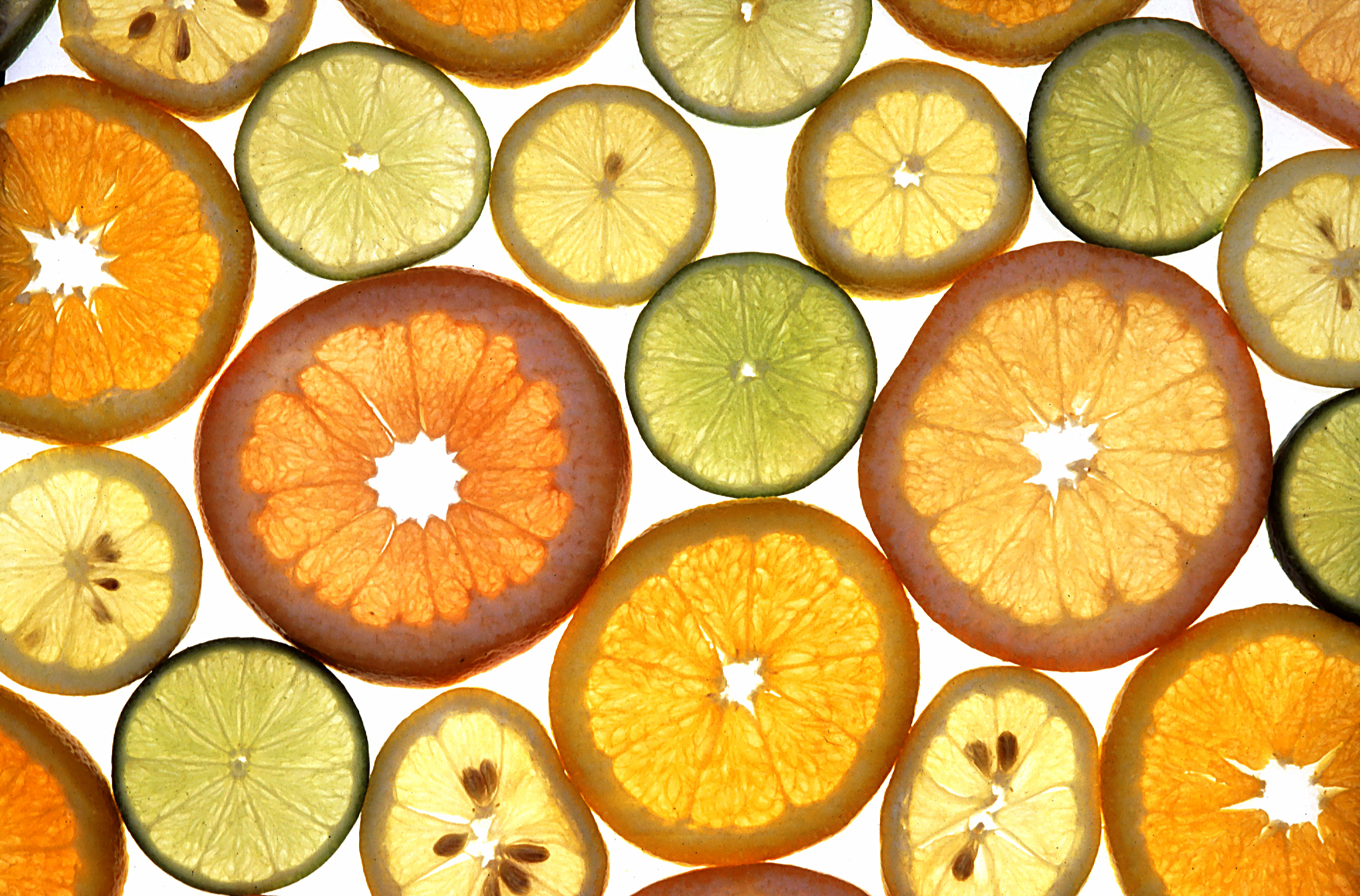
A maneira mais eficiente de empacotar juntos círculos de diferentes tamanhos não é óbvia.

Em geometria, o empacotamento de círculos se refere ao estudo do arranjo de círculos de tamanhos iguais ou diversos em uma superfície, de tal maneira que não ocorram sobreposições e de modo que todos os círculos se toquem entre si. A "densidade de empacotamento" associada, η de um arranjo é a proporção da superfície coberta pelos círculos. Podem-se fazer generalizações a dimensões mais altas - isto é chamado empacotamento de esferas, que generalmente trata só com esferas idênticas.
O ramo da matemática conhecido geralmente como "empacotamento de círculos", entretanto, não se refere exclusivamente ao empacotamento denso de círculos de igual tamanho (o empacotamento mais denso é conhecido) senão à geometria e à combinatória do empacotamento de círculos de tamanho arbitrário: estes dão lugar aos análogos discretos da transformação conforme, superfícies de Riemann e similares.
Enquanto que o círculo tem uma densidade máxima de empacotamento relativamente baixa, esta não tem a mais baixa possível. A "pior" forma de empacotar sobre um plano não é conhecida, mas o octágono suavizado tem a menor máxima densidade de empacota atualmente conhecida.

## Empacotamento no plano

Os centros de três círculos em contato formam um triângulo equilátero, o que gera um empacotamento hexagonal.

Círculos idênticos em um arranjo de empacotamento hexagonal, o empacotamento mais denso possível.

Em um espaço euclidiano de duas dimensões, Carl Friedrich Gauss demonstrou que o arranjo regular de círculos com maior densidade é o empacotamento hexagonal, no qual os centros dos círculos estão arranjados em um retículo hexagonal (dispostos como em uma colmeia de abelhas), e na qual cada círculo está rodeado de outros seis. A densidade deste empacotamento é:
{\displaystyle \eta _{h}={\frac {\pi }{\sqrt {12}}}\approx 0.9069.}
Em 1940 Axel Thue demonstrou que o retículo hexagonal é o mais denso de todos os possíveis empacotamentos de círculos, tanto regulares como irregulares.
No outro extremo, foram identificadas matrizes de densidade muito baixa de empacotamentos rígidos de círculos.